# Noterus crassicornis
Noterus crassicornis är en skalbaggsart som först beskrevs av Müller 1776.  Noterus crassicornis ingår i släktet Noterus, och familjen grävdykare. Arten är reproducerande i Sverige.

## Bildgalleri

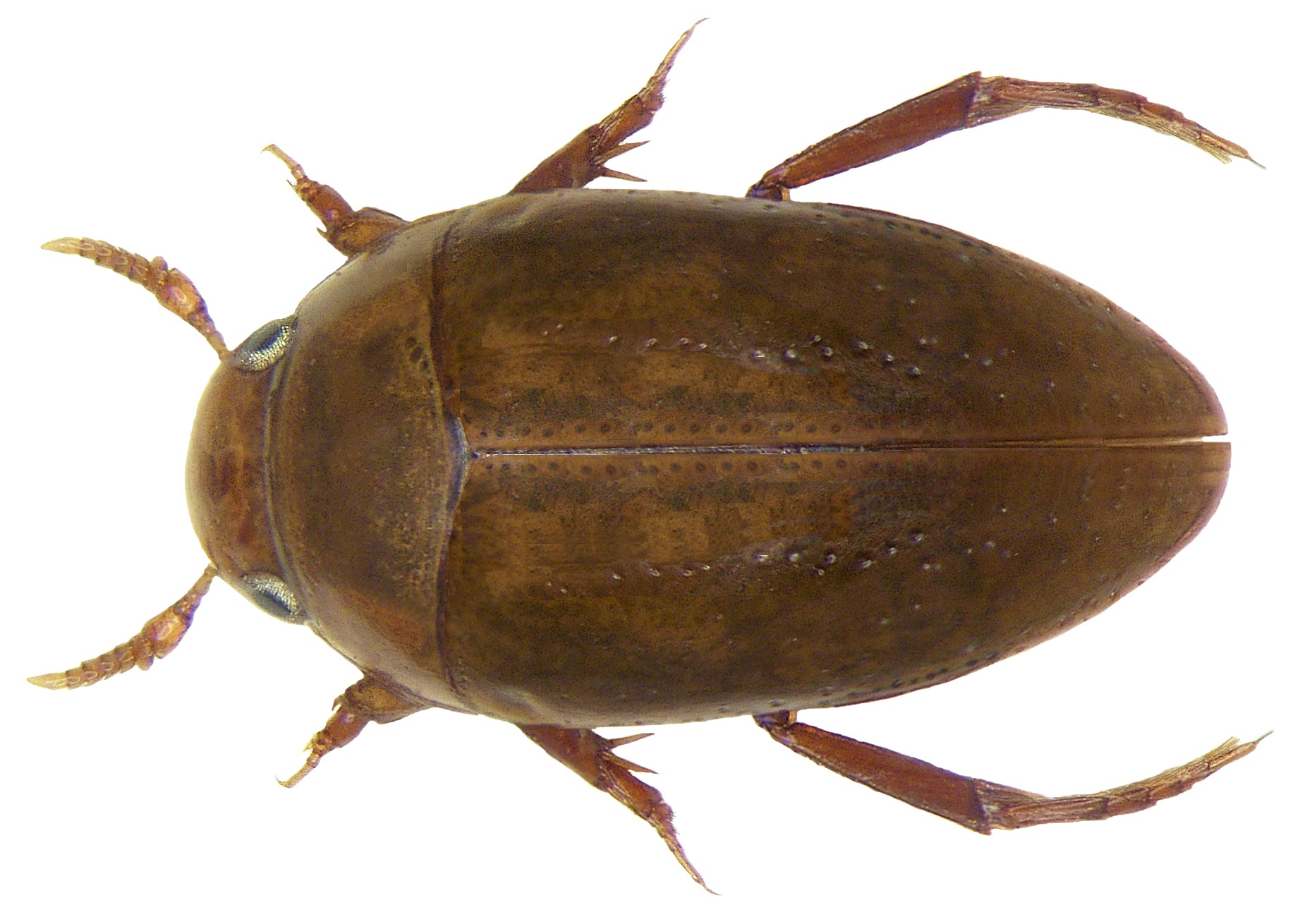
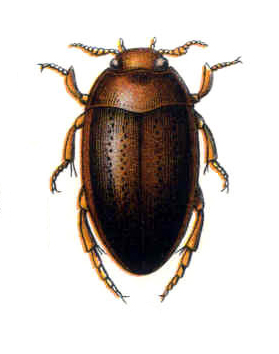
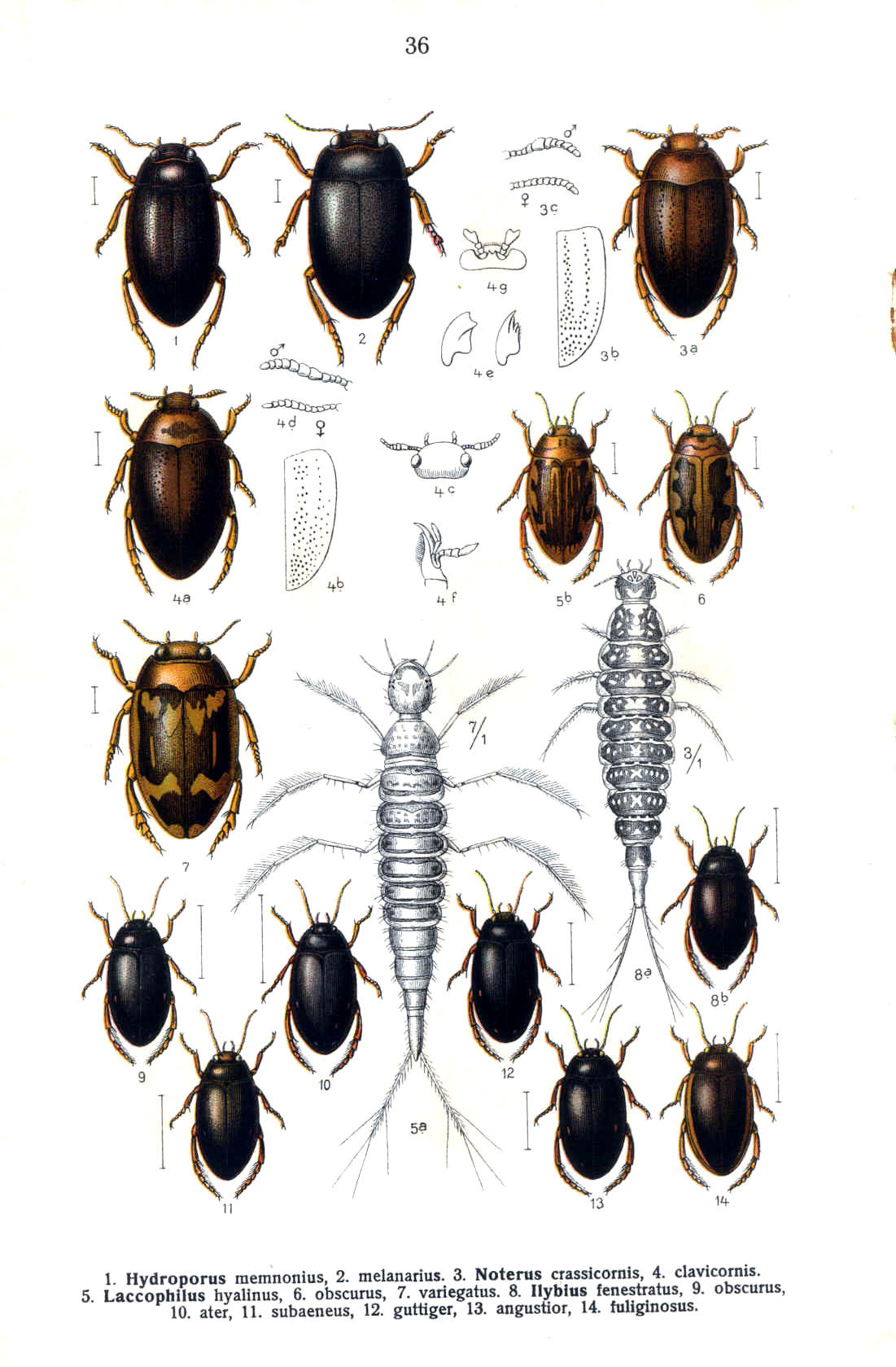